# Mülbitz
Mülbitz ist ein Ortsteil der sächsischen Stadt Großenhain im Landkreis Meißen.

## Geographie
Der Ortsteil liegt etwa 2 Kilometer südlich von der Großenhainer Altstadt östlich vom Hopfenbach. Mülbitz ist über die Staatsstraße S 81 im Norden mit Großenhain und im Süden mit Zschauitz verbunden. Westlich vom Ort liegt Zschieschen und östlich der Kupferberg und Weßnitz. Der Ort entstand auf Biotitparagneis südlich (links) der Röder und liegt südlich vom Röderneugraben. Mülbitz wurde ursprünglich im 19. Jahrhundert als erweiterter sackgassenartiger Rundweiler mit Block- und Streifenflur und einer Größe von 296 Hektar bezeichnet. Bei Mülbitz überquerte die Hohe Straße, eine bedeutende mittelalterliche Handelsstraße die das Osterland mit der Oberlausitz verband, den Hopfenbach.

## Geschichte
Der Ort Mülbitz wurde erstmals 1185 im Personennamen Sifridus de Milbuz urkundlich erwähnt. In Folge war der Ortsname mehrmals Änderungen unterzogen, so wurde Mülbitz im Jahr 1218 Milbuz genannt, 1253 Milenwiz, 1272 Eckehardus de Milebuz, 1304 Apetz de Mylebuz, im Jahr 1334 Milbpcz, 1350 Milnewicz, Milwicz und Milnwicz. Im Jahr 1385 folgte die Nennung von Millewitz, 1406 Melwicz, 1460 Milbewitz, 1470 Milwicz, 1478 Melewitz, 1547 Mylwitz, 1668 Mülbiz, 1791 war dann Milbitz oder Muͤlbitzund 1885 Mülbitz als endgültiger Ortsname gebräuchlich. Grundlage für den Ortsnamen wird als altsorbische Grundform Milobuz angesetzt, zum slawischen zweigliedrigen Vollnamen Milobud, das heißt, es wird die Siedlung eines Milobud benannt. Die Ortsflur war schon viel früher besiedelt. Es gibt Hinweise auf Gräber der späten Bronzezeit und der älteren Eisenzeit. In der ersten Hälfte des 19. Jahrhunderts kamen südlich des Ortes Lausitzer Brandgräber zutage. Die ältereisenzeitlichen Gräber nordöstlich des Ortes wurden 1934 entdeckt.
Mülbitz war ursprünglich ein markgräfliches Lehen. Die 1350 erwähnten zwei Allode und das Dorf wurden öfters an Großenhainer Bürger vergeben. Am 19. Dezember 1478 wurde das Dorf Erb- und Stadtgut von Hayn. 1662 geht es ans Rittergut Naundorf. Das Obergericht lag beim Amt Großenhain, das Niedergericht bei den Erbherren, seit 1662 beim Rittergut Naundorf. Im Jahr 1668 war Christian Brettschneider Richter und Hans Seidel, Georg Schickedanz und Caspar Herrmann Schöppen.
Johann et Petrus, Fratres de Ebersbach, haben das Allod und 1 talentum Zinsen. Heinricus de Robeschiz hat vier Gärten. 1351 Georius dictus de Gesen, Bürger in Hain hat 2 Allode in Mülbitz. Markgraf Wilhelm belehnt Margarethe, Gemahlin des Johann Tylo, Bürger, 1385 mit einem Allod. 1406 zahlt Mülbitz Landbete nach Hain und gehört zur Großenhainer Pflege. Am 4. Mai 1436 erhielt Thomas Stolze das Vorwerg, das der alte Teil war. Am 1. Dezember 1437 hat Jacoff Czschymann das kleine Vorwerg, welches er Martin Schybe abgekauft hat. Caspar Czemaw erhielt am 26. April 1444 das kleine Vorwerk von Mülbitz, wie Caspar Gleitsmann seelig dies innegehabt, jedoch Barbara, dessen eheliches Weibe am Leibgedinge unschädlich. 1445 geben die Bürger 6 Gulden von den 60 Gulden, da das Vorwerk von Mülbitz übergeben wurde. Der Kurfürst sagt die Stadt los und ledig von 4 Gulden, die die Bürger wegen des Vorwerks jährlich geben mussten. Vor 1450 besaß Hans von Betzschwitz das kleine Vorwerk. Michel Förster, Bürger von Großenhain, kaufte 1458 von den Betzschwitzen einen Weinberg, davon jeder Besitzer 4 Kapphähne ins Gleitamt Hain geben soll. Die Landesherren belehnen Albrecht Taupadel am 16. April 1465 mit dem kleinen Vorwerk. Am 7. August 1470 kauft der Bischof von Meißen Zinsen in Mülbitz für den Allerheiligenaltar der Domkirche. Am 4. April 1470 wird das Vorwerk Leibgedinge der Agnes von Zcemaw und Caspar von Zcemaw verkauft Zinsen in Mülbitz und Zschauitz. 1471 besitzt er das kleine Vorwerk, darf es vererben und Zinsen darauf nehmen. Er verkauft 1477 Zinsen an Georg von Waldau, Georg von Kitzscher. Am 15. Februar 1477 verkaufte Peter Schultz Zinsen vom Vorwerk Mülbitz an die Kapelle von Skäßchen. Am 19. Dezember 1478 wird das Vorwerk Erbstadtgut von Hain, Lehnträger war der Bürgermeister Georg Busch, der es Czemaw abgekauft hat. Der Bürger Jacoff Hentze erhält 1535 Güter in Mülbitz und das Kloster Hain hatte Zinsen dort. 1662 gehörte der Ort zum Rittergut Naundorf.
1539 ist Mülbitz nach Lenz eingepfarrt, 1547 ebenso 1840, ab 1890 ist der Ort nach Großenhain gepfarrt und gehört seit 2001 zur Kirchgemeinde Großenhain. 1547 erhalten die Pfarrer zu Köllen bei Meißen und Zscheila Getreide aus Mülbitz. 1547 wird Mülbitz vom Amt Hain verwaltet, ebenso 1764, 1816 und 1843. 1856 wurde Mülbitz vom Gerichtsamt Großenhain verwaltet und ab 1875 von der Amtshauptmannschaft Großenhain. 1824 bis 1872 befand sich in Mülbitz eine Chauseegeldeinnahmestelle. Durch die Sächsische Landgemeindeordnung von 1838 erhielt Mülbitz Eigenständigkeit als Landgemeinde.

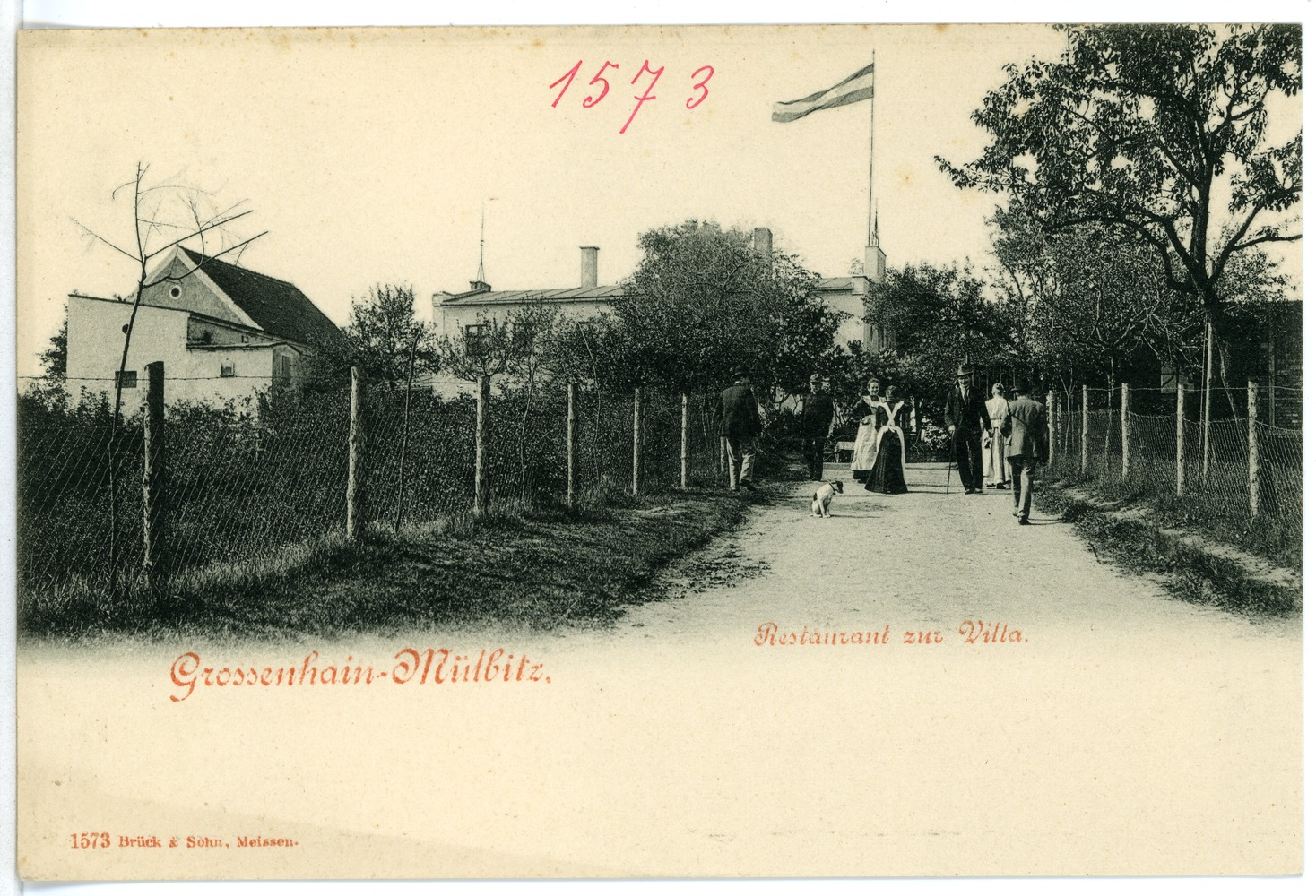
Restaurant zur Villa, ca. 1900

1840 hatte der Ort 6 Bauerngüter, 6 Gartennahrungen inklusive 1 Schankwirtschaft mit Feldern und Wiesen, 5 Häuser und eine große begüterte Wassermühle, die Hammermühle. Die Hammermühle heißt so, weil dort vor damals 150 Jahren ein Kupferhammer gestanden hat. Das Grundstück Kupferberg gehörte zur Hammermühle.
Die Schule war bis 1840 eine Wandelschule zusammen mit Zschieschen, dann gingen die Kinder nach Großenhain in die Schule. Ab 1886 hatte der Ort Mülbitz ein eigenes Schulgebäude, später gingen die Kinder endgültig nach Großenhain in die Schule. Mülbitz wurde am 1. April 1913 als erste Eingemeindung nach Großenhain eingemeindet. Im Ort gab es ein bedeutendes Dampfhammerwerk, die Blechspulenfabrik Leichsenring und die Lohgerberei Jungfer & Co. Dort befanden sich die Hammermühle und das Michaelisheim, eine Stätte der Erholung und Bildung. Der Friedhof und das Schützenhaus gehörten auch zum ehemaligen Vorort Mülbitz. Sachsen kam nach dem Zweiten Weltkrieg in die Sowjetische Besatzungszone und später zur DDR. Die historisch gewachsene Zugehörigkeit zu Großenhain blieb auch nach der Gebietsreform 1952 erhalten, die Mülbitz dem Kreis Großenhain im Bezirk Dresden zuordnete.
Nach der Deutschen Wiedervereinigung kam Mülbitz zum wiedergegründeten Freistaat Sachsen. Die folgenden Gebietsreformen in Sachsen ordneten Mülbitz 1994 dem Landkreis Riesa-Großenhain und 2008 dem Landkreis Meißen zu.

### Bevölkerungsentwicklung
| Jahr | Einwohner                                                      |
| ---- | -------------------------------------------------------------- |
| 1551 | 16 besessene Mann, 9 Inwohner                                  |
| 1764 | 6 besessene Mann, 7 Gärtner, 4 Häusler, 8 Hufen je 19 Scheffel |
| 1834 | 105                                                            |
| 1871 | 247                                                            |
| 1890 | 892                                                            |
| 1900 | 1006                                                           |
| 1910 | 1001                                                           |
| 1913 | → Großenhain                                                   |

## Kultur und Sehenswürdigkeiten

### Gebäude
- ehemalige Schule und jetziges Wohnhaus

Die ehemalige Mülbitzer Schule an der Doernestraße 6 ist ein gründerzeitlicher Klinkerbau, der ortsgeschichtlich von Bedeutung ist. Über einem Polygonsockel errichteter zweigeschossiger Klinkerbau mit roten Schmuckziegeln als Wandgliederungselemente und im Fensterbereich. Das Haus hat eine pilasterartige Gliederung zwischen den Fenstern, Gurtgesims, Walmdach und eine originale Haustür aus dem 19. Jahrhundert.

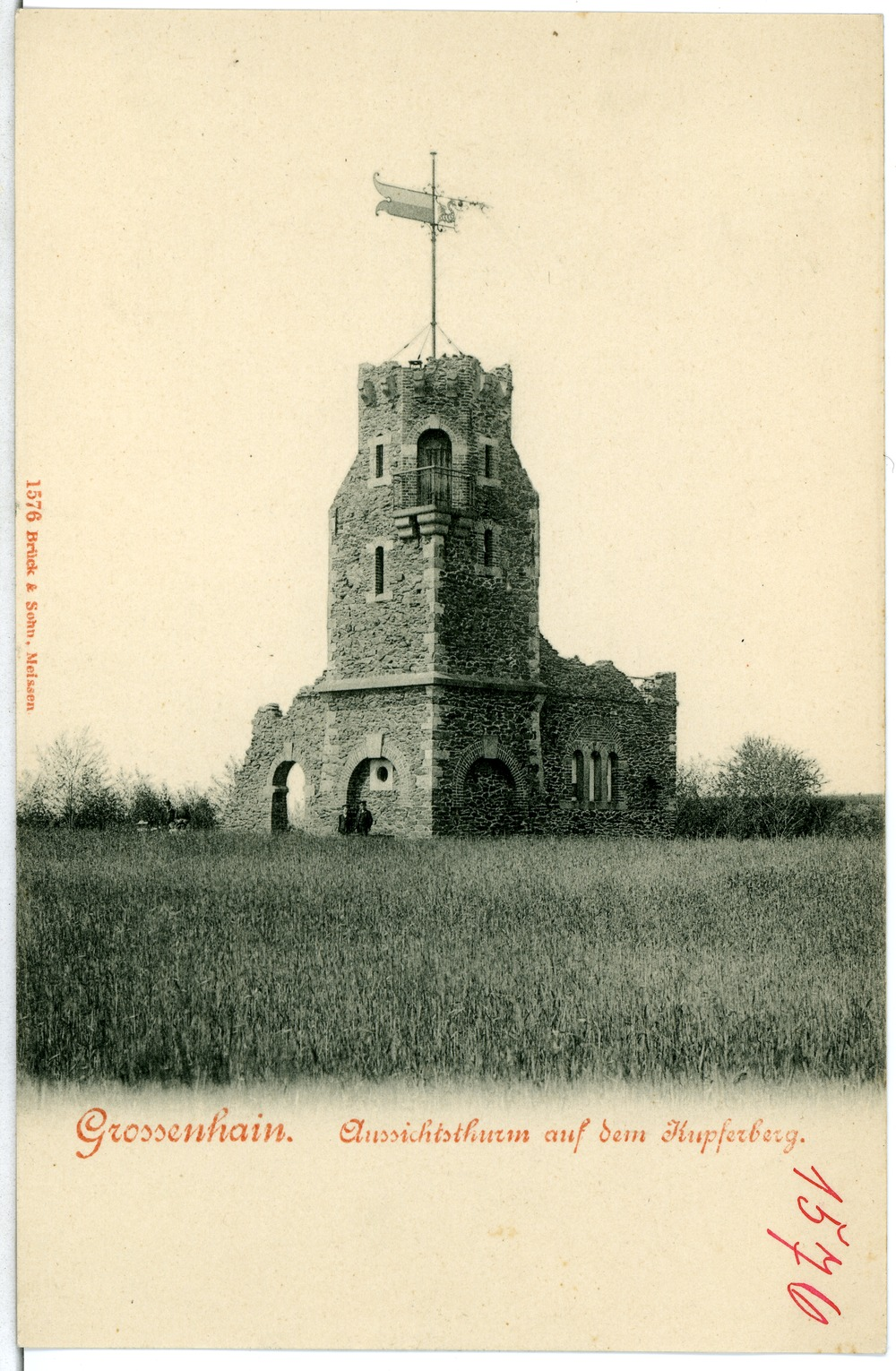
Aussichtsturm auf dem Kupferberg, ca. 1900

- Aussichtsturmruine auf dem Kupferberg

Die Aussichtsturmruine (Flurstück 233/5) hat ein Sockelgeschoss aus Bruchstein mit Eckquaderung, Gurtgesims und darüber einen Turmaufbau mit Fensteröffnung und Austritt und einem Steinkonsolenkranz im oberen Drittel. Der Turm ist ruinös.
- Hammermühle Gebäudekomplex

Die Hammermühle ist ortsgeschichtlich von Bedeutung, 1 Seitengebäude steht unter Denkmalschutz.
- Sowjetisches Ehrenmal mit Soldatenfriedhof

Die Anlage an der Öhringer Straße ist mit Einzel- und Gemeinschaftsgräbern und großem Ehrenhain mit Bepflanzung ausgestattet und geschichtlich von Bedeutung. In Einzel- und Gemeinschaftsgräbern ruhen 325 Gefallene der Frühjahrskämpfe 1945 und fünf Angehörige der Roten Armee, die nach 1945 verstorben sind. Es handelt sich um einen sowjetischen Ehrenfriedhof.

### Flächennaturdenkmale
- FND „Steinbruch Aehlig“

Der als Bergweiher bezeichnete ehemalige Biotitgneis-Steinbruch ist 0,5 Hektar groß und wird von dichter Gehölzbestockung umgeben. Er ist eine wichtige Lebensstätte für zahlreiche, teils gefährdete Tier- und Pflanzenarten.